# La Plana Novella
La Plana Novella és un indret i una urbanització del municipi d'Olivella a la comarca del Garraf. Es troba a 280 metres d'altitud al Parc Natural del Garraf. Ja existia en el segle xiv dintre de la baronia de Jafre. L'any 1681 s'hi va establir en emfiteusi Josep Raventós i el 1875 Pere Domènech i Grau, ric indià sitgetà, va adquirir els masos de la Plana Novella, les Piques i el Corral Nou.
A partir del 1887 va fer construir-hi el Palau Novella, d'estil eclèctic, les obres del qual van acabar el 1890, ocupat des de 1996 per una comunitat budista